# Emily Skinner
Emily Noelle Skinner (Mission Viejo, California, 30 de noviembre de 2002) es una actriz estadounidense, conocida por su trabajo con la cadena Brat y por su papel de Amber en la serie Andi Mack de Disney Channel.

## Vida personal
Skinner nació en Mission Viejo, y se crio en Trabuco Canyon. Sus padres son Jennifer y Steve, y tiene una hermana mayor, Lauren.
Ha apoyado y participado en obras de caridad y activismo, incluida la Fundación Make-A-Wish, el Hospital Infantil Mattel, Time's Up y March for Our Lives.

## Carrera
Skinner comenzó a actuar a la edad de seis años, cuando se inscribió en una clase de actuación, y luego firmó con Abrams Artists Agency. Su primer papel fue en un episodio de 2009 de NUMB3RS.
En 2010, Skinner interpretó a uno de los protagonistas del cortometraje Sodales, dirigido por Jessica Biel, que fue parte de «Reel Moments» de la revista Glamour. También ha tenido varios papeles como invitada en programas de televisión como Shake it Up, Days of Our Lives, CSI: Crime Scene Investigation, Austin & Ally, The Mindy Project, Sam & Cat, Criminal Minds, Rizzoli & Isles, y más. En 2015, apareció en el video musical de «Broken Arrows», una canción de Avicii. En 2014 protagonizó su primera película teatral, Blood Ransom.
Skinner consiguió su primer papel importante como Amber en la serie de Disney Channel Andi Mack, que se estrenó en 2017. Hizo una audición para el papel de Andi, Buffy y Amber, y participó en una lectura de química con Peyton Elizabeth Lee y Asher Angel. En 2018, Skinner comenzó a trabajar con la red Brat. Sus papeles incluyen a Diana en Total Eclipse y Chloe en Crown Lake. También ha aparecido en el programa de entrevistas de la cadena, Brat Chat. En noviembre de 2018, ella y Lilia Buckingham lanzaron un sencillo, «Denim Jacket» y donaron una parte de las ganancias a GLAAD. Skinner interpretó a Cindy Stallings en la película de baile de 2019, Next Level.

## Filmografía

### Cine
| Año  | Título                 | Personaje       | Notas              | Ref.  |
| ---- | ---------------------- | --------------- | ------------------ | ----- |
| 2009 | The Swimming Lesson    | Jenny           | Cortometraje       |       |
| 2010 | Sodales                | Shannon         | Cortometraje       | [ 2 ] |
| 2010 | Eternity Road          | Aria            | Cortometraje       |       |
| 2014 | Blood Ransom           | Emily Hudson    |                    | [ 5 ] |
| 2019 | Next Level             | Cindy Stallings |                    | [ 9 ] |
|      | The Lies I Tell Myself | Katie           | En post-producción |       |
|      | Secrets in the Water   | Bailey          | En post-producción |       |

### Televisión
| Año       | Título                                     | Personaje                | Notas                                  | Ref.   |
| --------- | ------------------------------------------ | ------------------------ | -------------------------------------- | ------ |
| 2009      | NUMB3RS                                    | Cynthia Jane Bramon (CJ) | Episodio: "Hydra"                      | [ 3 ]  |
| 2010      | Keeping Up with the Guptas                 | Katie                    | Película de televisión                 |        |
| 2010      | CSI: Crime Scene Investigation             | Alise Jones              | Episodio: "Sqweegel"                   | [ 4 ]  |
| 2011      | Shake It Up                                | Sally van Buren          | Episodio: "Glitz it Up"                | [ 3 ]  |
| 2011      | Days of Our Lives                          | Kim Marston              | 1 episodio                             | [ 2 ]  |
| 2011      | Five                                       | Sally                    | Película de televisión                 |        |
| 2011      | Austin & Ally                              | Mad Dog                  | Episodio: "Kangaroos & Chaos"          | [ 4 ]  |
| 2012      | Man Up!                                    | Tess                     | Episodio: "Letting Go"                 |        |
| 2013      | The Mindy Project                          | Janie                    | Episodio: "Triathlon"                  | [ 4 ]  |
| 2013      | Sam & Cat                                  | Chloe                    | 3 episodios                            | [ 10 ] |
| 2013      | Criminal Minds                             | Julie Hoover             | Episodio: "The Return"                 | [ 4 ]  |
| 2015      | Wet Hot American Summer: First Day of Camp | Froggy                   | 2 episodios                            | [ 2 ]  |
| 2016      | Angel from Hell                            | Allison de 11 años       | Episodio: "Funsgiving"                 |        |
| 2016      | Rizzoli & Isles                            | Wendy Sokoloff           | Episodio: "Yesterday, Today, Tomorrow" | [ 3 ]  |
| 2017-2019 | Andi Mack                                  | Amber                    | Personaje recurrente; 24 episodios     | [ 3 ]  |

### Web
| Año          | Título                   | Personaje    | Notas                | Ref.  |
| ------------ | ------------------------ | ------------ | -------------------- | ----- |
| 2018–present | Total Eclipse            | Diana        | Protagonista         | [ 6 ] |
| 2018         | Brat Chat                | Sí misma     | 1 episodio           |       |
| 2018         | Brat Holiday Spectacular | Diana        | Brat holiday special |       |
| 2019-2022    | Crown Lake               | Chloe Hauser | Protagonista         | [ 7 ] |

### Videos musicales
| Canción        | Año  | Artista        | Notas | Ref.   |
| -------------- | ---- | -------------- | ----- | ------ |
| «Broken Arrow» | 2015 | Avicii         |       | [ 2 ]  |
| «Only Human»   | 2016 | Ty Waters      |       |        |
| «Denim Jacket» | 2018 | Emily & Lilia  |       | [ 11 ] |
| «Phobias»      | 2020 | Johnny Orlando |       |        |